# Segurança alimentar e nutricional
O primeiro uso do conceito Segurança Alimentar e Nutricional – SAN ocorreu no período da Primeira Guerra Mundial (1914-1918), na Europa. Este era utilizado em relação à capacidade do país de produzir alimento suficiente para sua população, sem depender de outros países, garantindo a segurança nacional.
Entretanto, a ascensão do conceito ocorreu a partir da Segunda Guerra Mundial (1939-1945), mais especificamente com a constituição da Organização das Nações Unidas – ONU, que impôs o acesso à alimentação de qualidade como um Direito Humano. Após esse período, a segurança alimentar passou a ser tratada como uma problemática de alimentos insuficientes para todos no âmbito global. A partir disso, foram instituídas medidas de promoção alimentar, como utilização do excedente de países ricos.
Partindo do pressuposto que o problema era a produção escassa nos países pobres, foi realizada a Revolução Verde, com a intenção de aumentar a produção nesses países. Porém, o grande aumento na produção de alimentos não resolveu o problema da fome no mundo, o que conclui que o problema é a injustiça social e não a insuficiência. Além da Revolução Verde ser ecologicamente negativa.
Por conseguinte, no início dos anos 70, ocorreu uma crise mundial de produção de alimentos. Em 1974, foi realizada a Conferência Mundial de Alimentação, que obteve como desfecho a conclusão de que para garantir a segurança alimentar seria necessário instituir uma Política de armazenamento e oferta de alimentos, afinal, o problema estava na distribuição alimentar, e não na produção, devido ao interesse econômico sobreposto à necessidade humana. Assim, a Revolução Verde foi intensificada, o que mais uma vez foi ineficiente.
Na década de 80, o lucro proveniente da agricultura continuou aumentando, juntamente com os estoques, o que resultou na queda dos preços dos alimentos. Esse excedente de alimentos passou a ser industrializado e comercializado, intensificando a dificuldade de acesso a muitas pessoas, por causa da falta de recursos financeiros. Dessa forma, o conceito de SAN passou a ser relacionado, efetivamente, com a garantia de acesso físico e econômico à alimentação suficiente para todos.

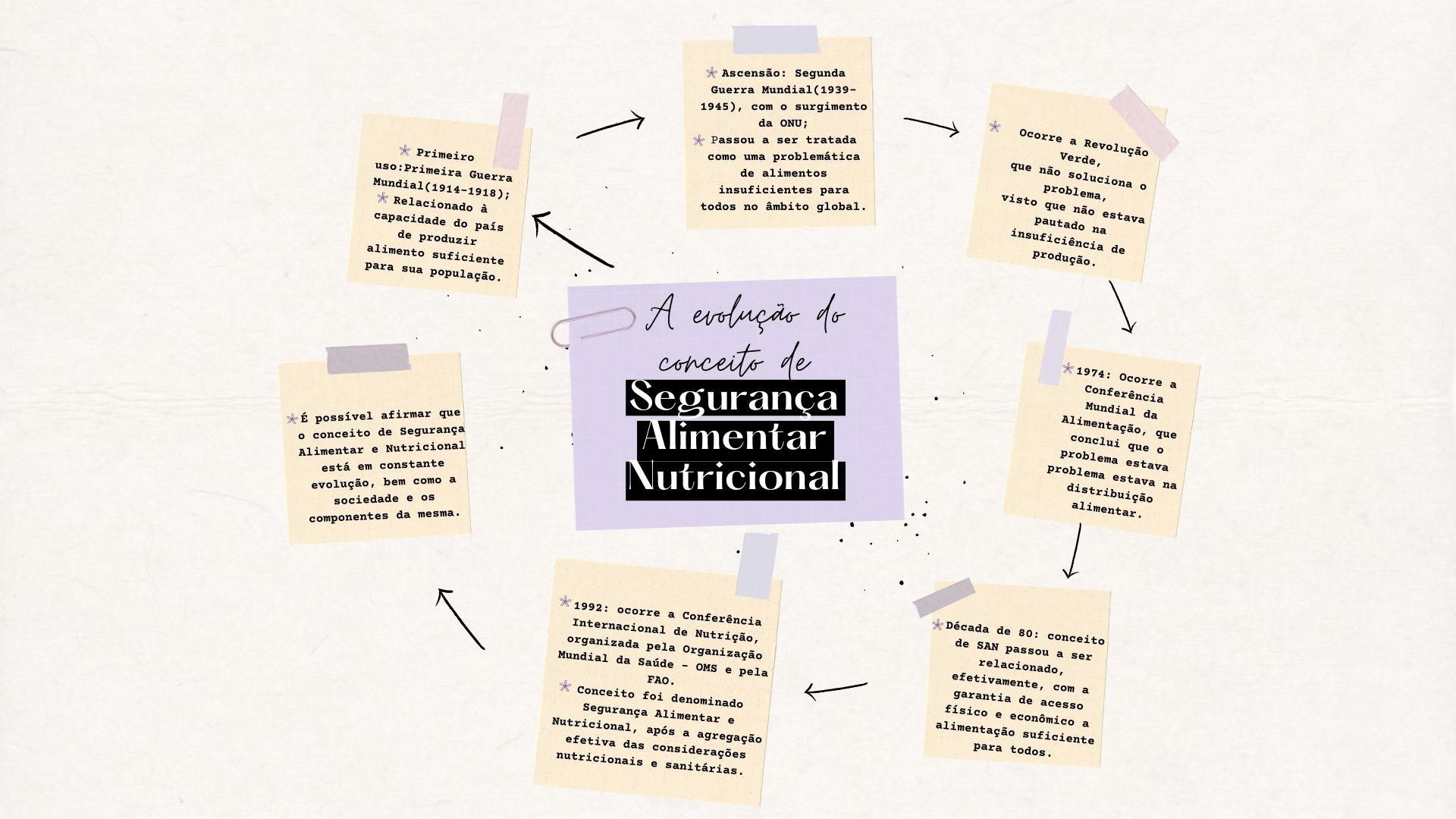

Em meados dos anos 90, o acesso a alimentos seguros e de qualidade, produzidos sustentavelmente também foi considerado, considerando também o acesso à informação. Em 1992, aconteceu a Conferência Internacional de Nutrição, organizada pela Organização Mundial da Saúde – OMS e pela FAO, em Roma. Foi nesse evento que o conceito foi denominado Segurança Alimentar e Nutricional, após a agregação efetiva das considerações nutricionais e sanitárias.
Portanto, é possível afirmar que o conceito de Segurança Alimentar e Nutricional está em constante evolução, visto que se trata de uma temática muito discutida à medida que os seres humanos evoluem e organizam-se social e politicamente de diferentes formas, a promover a continuidade do desenvolvimento e considerando as necessidades comuns e específicas de cada região e período.

## SAN e FAO
Com o mundo saindo da Segunda Guerra Mundial em 1945 nasce a Organização de Alimentos e Agricultura (FAO) como forma de combater a fome deixada pelo reflexo das guerras. Através de pesquisas alimentares aplicadas, foi possível conhecer os níveis de pobreza de acesso aos alimentos, a desnutrição que assolava o mundo além da desigualdade social. Em 1942 os níveis de fornecimento de calorias por pessoa caiu para abaixo dos níveis pré-guerra alarmando os membros da FAO (FAO, 2022). Com essa questão para resolver foram instituídas iniciativas as quais o excedente dos países ricos deveriam ser destinados aos países mais pobres, porém, a dependência decorrente de tais medidas tornaram insustentáveis as iniciativas forçando a FAO a buscar novos meios de extinguir a fome mundial. A partir disso, a questão que permeava as discussões era a de que a insegurança alimentar era causada pela falta de alimentos suficientes nos países mais pobres, o que motivou a resolução por meio do aumento da produção momento em que a Revolução Verde nasce com uma série de medidas como o uso de sementes de alto rendimento, fertilizantes, pesticidas, mecanização do campo e irrigação. Com todas essas medidas, a produção realmente cresceu além do esperado, porém apesar da maior oferta de alimentos a fome não diminuiu da forma esperada (ABRANDH, 2013). 
O Brasil foi um dos 42 países fundadores da FAO e em 1949 já estava instituída em território brasileiro, desde então tem participado ativamente e contribuído com projetos e conhecimento técnico (FERREIRA, 2020). Em 2003 o presidente eleito Luiz Inácio Lula da Silva lança o Programa Fome Zero com o intuito de garantir alimentação saudável e adequada, nesse período o Brasil pela primeira vez dedicou-se a incorporar o Direito Humano à Alimentação e Nutrição Adequada as políticas públicas para garantir a SAN criando diversos órgãos para a conclusão da tarefa como: Companhia Nacional de Abastecimento (CONAB), o Programa de Aquisição de Alimentos (PAA) e o Ministério Extraordinário de Segurança Alimentar e Combate à Fome (MESA); o Centro de Excelência contra a Fome e a Coordenação-Geral de Cooperação Humanitária e Combate à Fome (CGFome) (FERREIRA, 2020). Com todos esses esforços em 2014 segundo o Relatório de Insegurança Alimentar pelo Mundo, o Brasil alcança resultados expressivos na redução da fome, desnutrição e subalimentação (FAO, 2014).
O Brasil também foi importante interlocutor sobre esse tema com a FAO, trazendo importantes avanços a nível mundial sobre SAN, e com isso a criação de programa global baseado nos avanços brasileiros. Com a grande visibilidade do Programa Fome Zero  em 2015  o compromisso global de erradicar a fome tornou-se um dos Objetivos de Desenvolvimento Sustentável das Nações Unidas. E a partir desse ponto, o Brasil ganha cada vez mais notoriedade e com isso orçamento internacional para implementação do programa (FERREIRA, 2020).
Porém, nos últimos anos com a Pandemia Mundial do COVID-19, globalmente, incluindo o Brasil, a fome e a insegurança alimentar vem aumentando de maneira expressiva (UNICEF, 2021).  

## SAN e sua importância
É importante pontuar que a SAN considera as dimensões alimentar e nutricional extremamente relevantes e integrativas. Enquanto a primeira refere-se a produção e disponibilidade satisfatória, regular e sustentável de alimentos; a segunda diz respeito às interações existentes entre comida e ser humano, envolvendo questões referentes às escolhas e práticas alimentares, ao modo de preparo dos alimentos, ao consumo alimentar e ao acesso e promoção da saúde. (BURITY et al, 2010)
A partir de 2003, quando o Governo Federal, então comandado por Luiz Inácio Lula da Silva, estabeleceu o combate à fome e à miséria como algumas de suas prioridades, a temática voltada à Segurança Alimentar e Nutricional conquistou maior centralidade na agenda governamental. Esse fato contribuiu, por exemplo, com a restauração do Conselho Nacional de Segurança Alimentar e Nutricional – CONSEA, a fundação da Câmara Intersetorial de Segurança Alimentar e Nutricional – CAISAN, a instituição do Sistema Nacional de Segurança Alimentar e Nutricional – SISAN e o planejamento do Plano Nacional de Segurança Alimentar e Nutricional – PLANSAN. (CFN, [201-]; SILVA, 2014)
As políticas de Segurança Alimentar e Nutricional são ações e programas organizados com a finalidade de garantir a toda população a oferta e o acesso regular a alimentos em condições e quantidades adequadas. Tais políticas são resultado da mobilização conjunta dos atores sociais – Estado e sociedade civil – fundamentada no conceito de intersetorialidade, o qual solicita que cada setor invista seus diferentes tipos de recursos, de modo eficiente, em ações devidamente planejadas que serão executadas de acordo com uma ordem de prioridade pré-estabelecida. (CONSEA, 2004)
O Direito Humano à Alimentação Adequada (DHAA) assim como a Soberania Alimentar – a qual é definida como o direito que cada nação tem de determinar as políticas que irão assegurar a SAN de seus cidadãos, levando em consideração a preservação da cultura, das práticas e dos hábitos alimentares destes –  são conceitos que se relacionam diretamente com a garantia da Segurança Alimentar e Nutricional (CONSEA, 2006; BURITY et al., 2010). As políticas de SAN correspondem a um importante meio de representação do papel do Estado no que tange às questões de possibilitar, respeitar, preservar e prover o DHAA. O pleno exercício deste direito possibilita que todos os indivíduos tenham garantidos seu estado de segurança alimentar e nutricional, podendo assim também terem a oportunidade de alcançarem com mais dignidade às demais essenciais necessidades inerentes à vida humana. Esse feito ainda encontra-se um pouco distante da realidade brasileira. (BURITY et al., 2010)
 Um grande exemplo de aplicabilidade de SAN, é a ação do Programa Nacional de Alimentação Escolar (PNAE) em junção ao Programa de Aquisição de Alimentos (PAA), no qual o PAA se comunica com os agricultores locais e junto ao PNAE coordena a distribuição de alimentos para as escolas da região. Esses programas possibilitam a aquisição de alimentos sem a presença de atores intermediários, assim diminuindo os custos, garantindo a venda dos produtos e aumentando o incentivo à agricultura local, além de permitirem a disponibilização de alimento de qualidade e natural para a rede escolar. (SILVA, 2014)
O PNAE fornece uma alimentação saudável e substancial para grande parte das redes escolares municipais e estaduais, o que garante que pelo menos na escola as crianças e adolescentes, tenham acesso a alimentos de qualidade e em quantidades devidamente suficientes. Outro programa, do PNAE, que segue as diretrizes da SAN são as hortas comunitárias feitas pelos estudantes, as quais estão ao acesso da comunidade, e propiciam a aproximação por parte dos participantes ao alimento. (SILVA, 2014)
Os Bancos de Alimentos (BA), os Restaurantes Populares (RP) e as Cozinhas Comunitárias (CC) são os denominados Equipamentos Públicos de Alimentação e Nutrição (EPAN) – conhecidos também como Equipamentos Públicos de Segurança Alimentar e Nutricional. Eles têm o intuito de garantir que os indivíduos, em qualquer nível de vulnerabilidade, tenham acesso facilitado a uma alimentação de qualidade e nutricionalmente adequada, visando, deste modo, reduzir e restringir situações de insegurança alimentar. Os Bancos de Alimentos além de disponibilizarem alimentos para organizações e fundações socioassistenciais, podem também abastecer os Restaurantes Populares e Cozinhas Comunitárias, de modo que as pessoas não só recebam o alimento, mas tenham a chance de apreciá-lo em um ambiente acolhedor e de lazer. (REDESAN, 2011; KOYRO et al, 2011)
Os programas anteriormente mencionados são alguns dos exemplos que ilustram o papel e a importância, no contexto brasileiro, das políticas de SAN. Esta tem como principal objetivo promover ações e programas que garantam – ou ao menos buscam garantir – a todas as pessoas absoluta segurança alimentar e nutricional, além de, consequentemente, possibilitar que estes indivíduos tenham condições mais dignas para  exigirem, alcançarem e exercerem seus demais direitos. (BURITY et al., 2010)

## Integração de serviços: SISAN, CONSEA e PLANSAN (PNSAN)
A Segurança Alimentar e Nutricional (SAN) é uma temática intersetorial, ou seja, ressalta a necessidade da interligação e integração de setores de organização para promover e gerir ações e políticas estratégicas em prol da sua garantia. Isso envolve parcelas de distribuição, produção, educação, economia, saúde, assistência em conjunto com órgãos e organizações do Estado e seu governo, dando ativismo e autoridade nas ações, aproximando a teoria definidora de SAN da prática.
O Conselho Nacional de Segurança Alimentar e Nutricional (CONSEA) foi criado no governo de Itamar Franco em 1993, mas foi desativado em 1995, sendo somente reativado em 2003 durante o primeiro ano do governo Lula. Foi um órgão de assessoramento da Presidência da República que auxiliou na formulação, execução e monitoramento de políticas de segurança alimentar e nutricional. Além disso, foi um espaço de diálogo e articulação entre governo e sociedade, atuando em agendas como:  fortalecimento da agricultura familiar e agroecológica, inclusão do direito à alimentação na Constituição Federal, no âmbito da rotulagem de alimentos (transgênicos, ultraprocessados) e etc.
O CONSEA também teve contribuição no desenvolvimento de políticas públicas para a garantia da soberania e segurança alimentar e nutricional no Brasil. Segundo Inês de Castro (2019), exemplos emblemáticos dessas políticas que podem ser destacadas são a Política e o Plano Nacional de Segurança Alimentar e Nutricional; os Programas de Convivência com o Semiárido; a Política Nacional de Agroecologia e Produção Orgânica, dentre outras ações realizadas pelo Conselho.
Além disso, o CONSEA integra o SISAN (Sistema Nacional de Segurança Alimentar e Nutricional) objetivando, principalmente, apoiar o governo Federal e convocar a Conferência Nacional de Segurança Alimentar e Nutricional para discutir e priorizar as diretrizes e prioridades do Plano Nacional de Segurança Alimentar e Nutricional (PNSAN).
A partir da reorganização do CONSEA (extinto em 2019) na Constituição Federal (2003), a SAN e discussões em torno dela assumem relevância e responsabilidade, além de explicitarem a necessidade de respaldo político para sua garantia. Com isso, a regulamentação é criada e reforçada em prol de sua organização com início na Lei Orgânica de Segurança Alimentar e Nutricional (LOSAN - lei n⁰ 1346/2006), que prioriza assegurar a universalidade e equidade da prática do Direito Humano à Alimentação Adequada (DHAA) com a criação (2006) do Sistema Nacional de Segurança Alimentar e Nutricional (SISAN) para, em conjunto, complementarem a regulamentação para implementar políticas e planos de Segurança Alimentar e Nutricional, além da execução de programas de ação que envolvam grande parcela das esferas do governo e que as conecte com a sociedade civil e suas demandas. 
Deste modo, em 2010, surge a Política Nacional de Segurança Alimentar e Nutricional (PNSAN) definidora do Plano Nacional de Segurança Alimentar e Nutricional (PLANSAN) que, por meio dele, visa promover e assegurar os objetivos previstos nas diretrizes básicas da LOSAN com o fortalecimento das ações de alimentação e nutrição em todos os níveis da atenção à saúde, de modo articulado às demais ações de segurança alimentar e nutricional, a instituição de processos de educação alimentar e nutricional, a identificação, análise, divulgação e atuação sobre os fatores condicionantes da insegurança alimentar e nutricional no Brasil, articulação de programas e ações de diversos setores que respeitem, protejam, promovam o direito humano à alimentação adequada, observando as diversidades social, cultural, ambiental, étnico-racial, a equidade de gênero e a orientação sexual, bem como disponibilizar instrumentos para sua exigibilidade, dentre outros objetivos previstos e listados entre os Artigos terceiro e quarto do DECRETO Nº 7.272, DE 25 DE AGOSTO DE 2010.

## Segurança e insegurança alimentar na pandemia
O COVID-19 entrou em circulação na China em dezembro de 2019 e se disseminou pelo mundo já nos primeiros três meses de 2020 (FIOCRUZ, 2020). Diante dessa alta dispersão do vírus Sars-CoV-2 e de suas variantes, diversas mudanças sociais, econômicas e políticas ocorreram em escala global. 
Durante a pandemia, necessária para conter a transmissão do vírus, houve um prejuízo na renda de inúmeras famílias e um impacto direto na capacidade de aquisição de alimentos seguros e de qualidade. (JAIME, 2020). Esse agravamento progressivo da insegurança alimentar durante o período, ressaltou ainda mais as discrepâncias existentes entre os diferentes grupos sociais. 
Ao analisar o histórico nos índices de segurança e insegurança alimentar, de acordo com os dados do Inquérito Nacional sobre Insegurança Alimentar, fica evidente que o nível de segurança alimentar no ano de 2020 é o mais baixo dentre os dados obtidos a partir de 2004, e que o nível de insegurança alimentar leve teve um aumento considerável, passando de 21% em 2018, segundo dados registrado pela POF, para 35% em 2020, de acordo com o Inquérito Nacional de Insegurança Alimentar, o que configurou um aumento de 66%  somente num período de 2 anos. 
Dessa maneira, esse aumento considerável, gera problemas de má nutrição não apenas relacionados com a desnutrição, mas também com a obesidade e o sobrepeso (FERREIRA et al, 2020). A insegurança alimentar leve é a mais relacionada com os índices de aumento do peso corporal, devido a necessidade de aquisição de uma determinada quantidade de alimentos em detrimento da sua qualidade, o que gera um aumento no consumo de industrializados.
Segundo um estudo do Datafolha encomendado pelo Instituto Brasileiro de Defesa do Consumidor (IDEC), o consumo de ultraprocessados em outubro de 2019 era de 9% e saltou para 16% em julho de 2020. Essa pesquisa foi realizada com indivíduos entre 18 e 55 anos e considerou também aspectos como escolaridade e renda, concluindo que a baixos índices de escolaridade e de renda, tem impacto no aumento do consumo de industrializados, corroborando com o aumento dos índices de insegurança alimentar leve, apresentados na pesquisa da Rede PENSSAN. 
Quanto à desnutrição, o Brasil sempre enfrentou problemas graves relacionados à fome. O país conseguiu sair do mapa da fome no ano de 2014, mas já retornou em 2018 para realidade anterior e com o surgimento da Covid-19 a situação se agravou ainda mais. Nos anos anteriores à pandemia, havia 57 milhões de pessoas vivendo em situação de insegurança alimentar no país, sem ter acesso pleno e permanente aos alimentos. Já em abril de 2021, cerca de 116,8 milhões de pessoas passaram a viver em insegurança alimentar, com aproximadamente 43,3 milhões sem acesso aos alimentos em quantidade suficiente, o que caracteriza uma insegurança alimentar moderada, e ainda 19 milhões passam fome, caracterizando uma insegurança alimentar grave (Rede PENSSAN – Rede Brasileira de Pesquisa em Soberania e Segurança Alimentar e Nutricional – dezembro 2020).
Durante o período inicial pandêmico, final de 2019 e o restantes de 2020, o cenário econômico brasileiro teve desaceleração devido a adição de políticas econômicas de austeridade fiscal adotadas pelo governo, contribuindo para a diminuição de políticas sociais. Esse processo afetou diretamente a população, pois houve um agravamento da situação de pobreza e da vulnerabilidade social, situação essa que foi na contramão do processo de redução da desigualdade social e da distribuição de renda ocorrida no Brasil entre 2003 e 2014 pelo governo na época.
Dessa forma, ficou notável como o poder de compra das famílias foi afetado juntamente com a alta dos preços dos alimentos, o que gerou um retardo no consumo desses, em especial, os mais saudáveis.  Em contrapartida, alimentos ultraprocessados foram os mais consumidos, já que eram de baixo custo e fácil acesso, promovendo o agravamento da saúde nutricional da população. Somado a isso, muitos agricultores tiveram os canais de comercialização suspensos devido a fatores como o fechamento temporário dos restaurantes, e ainda da redução das feiras livres. 
Desde 2004 o Brasil vinha melhorando os índices de segurança alimentar e nutricional, aliado a políticas públicas e ao Programa Fome Zero, o que fez com que o Brasil fosse excluído do Mapa da Fome. Porém entre 2013 e 2019 com a  diminuição da Segurança Alimentar, e com a chegada do vírus (2020), essa situação se agravou ainda mais. Atualmente o Brasil se encontra novamente no Mapa da Fome, e além da falta de alimentos ou falta de acesso, vários outros fatores permeiam a situação de Insegurança Alimentar dos brasileiros, como a falta de água, aumento do desemprego, e aumento dos preços dos alimentos.

## REFERÊNCIAS
ABRANDH. O Direito Humano à Alimentação Adequada e o Sistema Nacional de Segurança  Alimentar e Nutricional. Brasília, 2013.
BRASIL. Decreto n⁰ 7.272, de 25 de Agosto de 2010. Regulamenta a Lei no 11.346, de 15 de setembro de 2006, que cria o Sistema Nacional de Segurança Alimentar e Nutricional - SISAN com vistas a assegurar o direito humano à alimentação adequada, institui a Política Nacional de Segurança Alimentar e Nutricional - PNSAN, estabelece os parâmetros para a elaboração do Plano Nacional de Segurança Alimentar e Nutricional, e dá outras providências. Brasília, 25 de agosto de 2010;
BRASIL, Lei n. 11.346, de 15 de setembro de 2006. Cria o Sistema Nacional de Segurança Alimentar e Nutricional – SISAN com vistas em assegurar o direito humano à alimentação adequada e dá outras providências. Diário Oficial da União, Brasília, DF. 18 set. 2006.
BURITY, V. et al. Direito humano à alimentação adequada no contexto da segurança alimentar e nutricional. Disponível em: < https://www.redsan-cplp.org/uploads/5/6/8/7/5687387/dhaa_no_contexto_da_san.pdf >. Brasília: ABRANDH, 2010. 
CASTRO, Inês Rugani Ribeiro de. A extinção do Conselho Nacional de Segurança Alimentar e Nutricional e a agenda de alimentação e nutrição. 2019. Disponível em: < https://www.scielo.br/j/csp/a/CH3GmJVXnMRTRH89bL6LZVz/?lang=pt >. Acesso em: 22 de Out, 2021.
CONSEA. Lei de Segurança Alimentar e Nutricional. Brasília: CONSEA, 2006. Disponível em: < http://transformatoriomargaridas.org.br/sistema/wp-content/uploads/2015/02/Lei-de-Seguran%C3%A7a-Alimentar-e-Nutricional-2006.pdf>. Acesso em: 12 mar. 2022.
CONSEA. Princípios e Diretrizes de uma Política de Segurança Alimentar e Nutricional.  Brasília: CONSEA, 2004. Disponível em: < https://www.ipea.gov.br/participacao/images/pdfs/conferencias/Seguranca_Alimentar_II/textos_referencia_2_conferencia_seguranca_alimentar.pdf >. Acesso em: 12 mar. 2022.
CONSELHO FEDERAL DE NUTRICIONISTAS - CFN. Segurança Alimentar e Nutricional. CFN, [201-]. Disponível em: < https://www.cfn.org.br/index.php/seguranca-alimentar-e-nutricional >. Acesso em: 12 mar. 2022.
CORRÊA, A. M. S. (In)segurança alimentar no Brasil no pré e pós pandemia da COVID-19: reflexões e perspectivas. Interamerican Journal of Medicine and Health, v. 4, 2021. Disponível em: < https://www.iajmh.com/iajmh/article/view/160/214 >. Acesso em: 08 mar. 2022. https://doi.org/10.31005/iajmh.v4i.160.
FAO.  Food and Agriculture Organization of the United Nations. 2022. About FAO. Disponível em <  https://www.fao.org/about/en  > Acesso em:  12 de mar. 2022. 
FAO. O estado da segurança alimentar e nutricional no Brasil. Relatório 2014. Brasília, 2014. 
FERREIRA, A. J. et al. Implicações da pandemia COVID-19 para a segurança alimentar e nutricional no Brasil. Revista Ciência & Saúde Coletiva, São Paulo, 2020. Disponível em: < https://www.scielo.br/j/csc/a/mFBrPHcbPdQCPdsJYN4ncLy# >. Acesso em: 08 mar. 2022
FERREIRA, G. V. A parceria Brasil-FAO no cenário de cooperação internacional na área de segurança alimentar nutricional entre 2008 e 2018. São Paulo, 2020.
IDEC. Pandemia: aumento do consumo de ultraprocessados pelo Brasil. Instituto Brasileiro de Defesa do Consumidor (IDEC),  2020. Disponível em: < https://idec.org.br/noticia/pandemia-aumento-de-consumo-de-ultraprocessados-pelo-brasil >. Acesso em: 11 mar. 2022.
JAIME, Patricia Constante. Pandemia de COVID19: Implicações para (in)segurança alimentar e nutricional.  Revista Ciência & Saúde Coletiva, São Paulo, 2020. Disponível em: < https://www.scielosp.org/article/csc/2020.v25n7/2504-2504/# >. Acesso em: 08 mar. 2022. 
KOYRO, D.B. et al. Equipamentos Públicos de Segurança Alimentar  e Nutricional: experiências e aprendizados a partir de municípios. Porto Alegre, RedeSAN, 2011.
LEÃO, Marília et al. O direito humano à alimentação adequada e o sistema nacional de segurança alimentar e nutricional. Brasília: Abrandh, p. 1-263, 2013.
OLIVEIRA, Anelise. A Lei Orgânica de Segurança Alimentar e Nutricional (LOSAN) 2006: relatos, fatos históricos e processo de elaboração. Tempus, actas de saúde colet, Brasília, 11(4), 59-75, dez, 2017
PEREIRA, Adalgisa de Jesus et al. Atualizações e debates sobre Segurança Alimentar e Nutricional. Viçosa, MG. 2020. Disponível em: < https://www.cfn.org.br/wp-content/uploads/2021/02/Ebook-Atualiza%C3%A7%C3%B5es-e-debates-sobre-Seguran%C3%A7a-Alimentar-e-Nutricional-1.pdf >. Acesso em: 22 de Out, 2021 
REDE SAN. Equipamentos Públicos de Segurança Alimentar e Nutricional. FAURGS/UFRGS/MDS. 2011. Disponível em: < https://www.mds.gov.br/webarquivos/publicacao/seguranca_alimentar/equipamentospublicosSANpdf.pdf >. Acesso em: 12 mar. 2022.
SÁ, D. M.; Especial Covid: Os historiadores e a pandemia. Fiocruz. Rio de Janeiro, 2020. Disponível em: < http://www.coc.fiocruz.br/index.php/pt/todas-as-noticias/1853-especial-covid-19-os-historiadores-e-a-pandemia.html >. Acesso em: 08 mar. 2022.
SILVA, S. P. A Trajetória  Histórica da Segurança  Alimentar e Nutricional na Agenda Política Nacional: Projetos, Descontinuidades e Consolidação. Brasília: Ipea, 2014. (Texto para discussão 1953.9). Disponível em: < http://repositorio.ipea.gov.br/bitstream/11058/3019/1/TD_1953.pdf >. Acesso em: 12 mar. 2022.
UNICEF. Relatório da ONU: ano pandêmico marcado por aumento da fome no mundo. 2021. Disponível em <  https://www.unicef.org/brazil/comunicados-de-imprensa/relatorio-da-onu-ano-pandemico-marcado-por-aumento-da-fome-no-mundo > Acesso em 13 de mar. 2021.